# Шрі Рамаварна
Деванг Шрі Рамаварна (Рамавана) (*д/н — 1500) — 5-я магараджадіраджа Пагаруюнга у 1470—1500 роках. Мав прізвисько Чіндурмато.

## Життєпис
Син буджанга (фінансового сановника) Саламат Панджанг Гомбака і наложниці Камбанг Бандохарі. Народився в місті Суруасо. Невдовзі всиновений дружиною батька та правлячою магараджадіраджею Панджанг Рамбут. Під час війни з державою Сунгай Нгіанг (регін Кенрічі) загинули батько Рамаварни та спадкоємець трону і рідний син правительки Шрі Райвана. Тому Рамаварну було оголошено новим спадкоємцем.
1470 року посів трон. Одружився з доньками впливових сановників, у шлюбах народилися 3 сини та 1 донька. Відомостей про панування Шрі Рамаварни обмаль, але відбувався подальший занепад держави, через постійні повстання залежних датуків (вождів) та напади сусідів. При цьому збільшується проникнення сюди ісламу. Помер 1500 року в Лунанзі. Йому спадкував зять Шрі Деваварна.